# It Snows in Hell
It Snows in Hell è un brano musicale del gruppo heavy metal finlandese Lordi, pubblicato nel 2006 come singolo estratto dall'album The Arockalypse.

## Tracce
1. It Snows in Hell
2. Evilove